# Thermoplasma
A Thermoplasma a Thermoplasmataceae családba tartozó Archaea nem. Az archeák – ősbaktériumok – egysejtű, sejtmag nélküli prokarióta szervezetek.
A Thermoplasmata osztályba tartozik, melynek tagjai savas és magas hőmérsékletű környezetben növekednek. Fakultatív anaerob, és kén és szerves szén használatával lélegzik. Nincs sejtfala, helyette egy egyedülálló membránja van ami főleg tetraéter-lipoglikán tartalmú atipikus archeális tetraéter-lipidhez kapcsolódó glükóz- és mannóz tartalmú oligoszacharidból áll. A Thermoplasma membrán savas és termikus stabilitását feltehetőleg a lipoglikán okozza.

### Tudományos folyóiratok
- Ruepp, A. (2000). „The genome sequence of the thermoacidophilic scavenger Thermoplasma acidophilum”. Nature 407 (6803), 508–513. o. DOI:10.1038/35035069. PMID 11029001.
- Darland G (1970). „A thermophilic, acidophilic mycoplasma isolated from a coal refuse pile”. Science 170 (3965), 1416–1418. o. DOI:10.1126/science.170.3965.1416. PMID 5481857.
- (2014. október 1.) „Structure of Thermoplasma volcanium Ard1 belongs to N-acetyltransferase family member suggesting multiple ligand binding modes with acetyl coenzyme A and coenzyme A”. Biochimica et Biophysica Acta (BBA) - Proteins and Proteomics 1844 (10), 1790–1797. o. DOI:10.1016/j.bbapap.2014.07.011. PMID 25062911.
- (2014. június 6.) „(R)-Mevalonate 3-Phosphate Is an Intermediate of the Mevalonate Pathway in Thermoplasma acidophilum”. Journal of Biological Chemistry 289 (23), 15957–15967. o. DOI:10.1074/jbc.M114.562686.

### Tudományos könyvek
- Madigan, M.T.. Brock Biology of Microorganisms, 11th, Pearson Prentice Hall (2005. március 20.)
- Reysenbach, A-L.szerk.: DR Boone: Family I. Thermoplasmataceae fam. nov., Bergey's Manual of Systematic Bacteriology Volume 1: The Archaea and the deeply branching and phototrophic Bacteria, 2nd, New York: Springer Verlag (2001. március 20.). ISBN 978-0-387-98771-2

### Tudományos adatbázisok
- Thermoplasma PubMed hivatkozásai
- Thermoplasma PubMed Central hivatkozásai
- Thermoplasma Google Scholar hivatkozásai